# Brevicornu kingi
Brevicornu kingi är en tvåvingeart som först beskrevs av Edwards 1925.  Brevicornu kingi ingår i släktet Brevicornu och familjen svampmyggor. Arten är reproducerande i Sverige. Inga underarter finns listade i Catalogue of Life.